# Taoufik Bouhima
Taoufik Bouhima, né le 14 décembre 1950 à Radès et décédé le 18 juin 1998, est un basketteur tunisien.

## Biographie
Né dans l'un des bastions du basket-ball en Tunisie, il découvre ce sport au travers des exploits des frères Senoussi, des frères Gmati, de Bach Tobji ou de Mustapha Fezzani.
Il signe sa licence très jeune et ne tarde pas à rejoindre les sélections nationales de juniors. À l'âge de 18 ans, il prend une part active à la réalisation du doublé (coupe et championnat) par son équipe, le Radès Transport Club.
L'équipe nationale lui ouvre ses portes. En 1969, il est élu meilleur joueur africain. De taille moyenne (1,80 m), il a une aptitude à manier la balle et marque près d'une quarantaine de points à chaque match[réf. nécessaire]. Il parvient à marquer 68 points en 1973 — à un moment où les tirs à trois points n'existent pas encore — lors d'une rencontre contre l'Association sportive militaire de Tunis (136-91).
À l'âge de 30 ans, il met fin à sa carrière mais la reprend en 1982 pour participer à éviter la relégation de son équipe. Il meurt quelques années plus tard.
La salle couverte de basket de Radès porte son nom depuis 2012.

## Palmarès
- Vainqueur du championnat de Tunisie masculin de basket-ball : 1968, 1979, 1970, 1971, 1972, 1976
- Vainqueur de la Coupe de Tunisie masculine de basket-ball : 1968, 1970, 1971, 1972
- Vainqueur du championnat maghrébin de basket-ball : 1971
- Médaille d'or : Jeux africains 1973
- Médaille de bronze : championnat d'Afrique de basket-ball masculin 1969-1970